# 石原半右衛門
石原 半右衛門（半右衞門、いしはら はんうえもん、1847年3月25日（弘化4年2月9日）- 1930年（昭和5年）2月20日）は、明治期の文部官僚・政治家。衆議院議員。

## 経歴
丹波国船井郡大戸村（京都府船井郡川辺村字大戸、園部町を経て現南丹市園部町大戸）で、江戸幕府旗本滝川氏家臣、地役人・石原三左衛門の二男として生まれた。
明治維新後、文部属、大阪専門学校雇、岩手県尋常師範学校長、京都師範学校幹事、京都府船井郡長などを歴任。
また、川辺村会議員、京都府会議員、同常置委員、平安遷都千百年記念祭協賛会評議員、第4回内国勧業博覧会評議員を務めた。
1890年（明治23年）7月の第1回衆議院議員総選挙（京都府第5区、1890年7月、大成会）で初当選し、その後、第6回総選挙まで4回再選され、最後は三四倶楽部に所属して衆議院議員に通算5期在任した。

## 国政選挙歴
- 第1回衆議院議員総選挙（京都府第5区、1890年7月、大成会）当選[4]
- 第2回衆議院議員総選挙（京都府第5区、1892年2月、無所属）当選[4]
- 第4回衆議院議員総選挙（京都府第5区、1894年9月、大手倶楽部）当選[5]
- 第5回衆議院議員総選挙（京都府第5区、1898年3月、進歩党）当選[5]
- 第6回衆議院議員総選挙（京都府第5区、1898年8月、憲政本党）当選[5]
- 第7回衆議院議員総選挙（京都府郡部、1902年8月、無所属）落選[6]
- 第14回衆議院議員総選挙（京都府第5区、1920年5月、立憲国民党）次点落選[7]